# 11816 Vasile
11816 Vasile este o planetă minoră (asteroid), cu un diametru de 3,047 km, din centura de asteroizi. A fost descoperită pe 1 martie 1981 la Observatorul Siding Spring de Schelte J. Bus și a fost numită după Massimiliano Vasile⁠(d). 
Obiectul prezintă o orbită caracterizată de o semiaxă mare de 2,5889216 UAi, o excentricitate de 0,19, o înclinație de 6,77849 ° în raport cu ecliptica.